# Lakona od Oahua
Za njegovog rođaka sličnog imena, pogledajte Laakona.
Poglavica Lakona od Oahua (havajski Aliʻi Lakona o Oʻahu) bio je vladar havajskog ostrva Oahua (drevni Havaji). Rođen je oko 1340. Bio je tahitskog porijekla kao potomak Mavekea.
Njegovi roditelji su bili poglavica Navele od Oahua i njegova supruga, poglavarka Kalanimoeikavaikai od Oahua (ona je poznata i pod drugim imenima).
Nakon šta je Navele umro, Lakona ga je nasledio te je vladao ostrvom zajedno sa svojom rođakom Maelo.
Lakonina je supruga bila Alaikauakoko, koja je znana i kao Kanakoko. (Veruje se da je bila i konkubina poglavice Kanipahua.) Njen otac se zvao Pokai.
Sin Lakone i njegove žene bio je veliki poglavica Kapaealakona, očev naslednik.